# فرودگاه هیلساید
فرودگاه هیلساید (به انگلیسی: Hillside Airport) یک فرودگاه همگانی بهره‌برداری هوایی است که یک باند فرود چمن و شن دارد و طول باند آن ۶۱۰ متر است. این فرودگاه در کشور ایالات متحده آمریکا قرار دارد و در ارتفاع ۳۱۲ متری از سطح دریا واقع شده‌است.